# کاسترخن د لا پنیا
کاسترخن د لا پنیا (به اسپانیایی: Castrejón de la Peña) یک شهرستان در اسپانیا است که در استان پالنسیا واقع شده‌است.

## خصوصیات
کاسترخن د لا پنیا ۱۰۶ کیلومترمربع مساحت و ۵۷۸ نفر جمعیت دارد.